# ماري من بورغندي، دوقة سافوي
ماري من بورغندي (الفرنسية:Marie de Bourgogne؛ 1386 - 1428)؛ كانت الثامنة من تسعة أبناء لـ فيليب الجريء وزوجته مارغريت الثالثة، كونتيسة فلاندرز، أصبحت دوقة سافوي من خلال زواجها من ابن عمتها أميديو الثامن الذي أصبح لاحقاً البابا المزيف فيليكس الخامس.

## الزواج
فيليب أقام تحالفات مع دوقات بافاريا من خلال زواج وريثه جان الجسور من مارغريت من بافاريا، ثم أقام روابط مع دوق النمسا وكونت سافوي من خلال زواج ابنته كاثرين من ليوبولد الرابع دوق النمسا وزواج ماري من أميديو؛ وأنجبت له تسعة أبناء:-
- مارغريت (13 مايو 1405 - 1418).
- أنتوني (سبتمبر 1407 - قبل.12 ديسمبر 1407).
- أنتوني (1408 - بعد.10 أكتوبر 1408).
- ماريا (نهاية يناير 1411 - 22 فبراير 1469)؛ تزوجت من فيليبو ماريا فيسكونتي، دوق ميلانو.
- أميديو (26 مارس 1412 - 17 أغسطس 1431)؛ أمير بيدمونتي.
- لودفيكو، دوق سافوي (24 فبراير 1413 - 29 يناير 1465)؛ خلفه.
- بون (1415 - 25 سبتمبر 1430).
- فيليب (1417 - 3 مارس 1444)؛ كونت جنيف.
- مارغريت من سافوي (7 أغسطس 1420 -30 سبتمبر 1479)؛ تزوجت أولا من لويس الثالث دوق أنجو ثم من لودفيغ الرابع، كونت بالاتينات وأخيراً من أولريخ الخامس، كونت فورتمبيرغ.

في 1416 رفع الإمبراطور سيغيسموند وضع أميديو من كونت إلى الدوق؛ وبذلك أصبحت الدوقة القرينة لسافوي الأولى، استمر زواجهما لمدة ستة وثلاثين سنة حتى وفاتها في 1428 في قلعة ثونون.